# Formatowanie tekstu
Formatowanie tekstu – zmiana wyglądu i przekształcenie fragmentów tekstu w celu wyróżnienia, najczęściej w procesorze tekstu lub za pomocą języka znaczników (BBCode, HTML). Możemy wyróżnić formatowanie twarde (ręczne przypisanie cech) i miękkie (przypisanie stylu).

## Formatowanie
- zmiana cech fontów
  - kroju pisma
  - stopnia pisma (wielkości)
  - zastosowanie odmiany pisma (pogrubienie, kursywa, podkreślenie itd)
  - koloru
- ustawienie marginesów i strony
- wyrównanie tekstu
- utworzenie tabel, list, kolumn, wcięć itd.
- przypisanie stylu
- dodanie hiperłączy

## Malarz formatów
Funkcja w procesorach tekstu pozwalająca na skopiowanie formatowania tekstu oraz podstawowych elementów graficznych takich jak obramowanie czy wypełnienie. Dostępna jest w większości programów do tworzenia dokumentów, arkuszy kalkulacyjnych, prezentacji itd. (czyli programów z tak zwanych pakietów biurowych, np. Microsoft Office, Open Office).
W pakiecie Microsoft Office malarz formatów nie umożliwia kopiowania czcionki ani rozmiaru czcionki tekstu WordArt.

### Działanie
Poprawna kolejność wykonywania czynności przy używaniu malarza formatów:
1. zaznacz tekst, którego formatowanie ma być skopiowane,
2. naciśnij przycisk Malarz formatów,
3. zaznacz tekst, na który nowe formatowanie ma być nałożone.